# Faun
I Faun sono un gruppo musicale di musica folk tedesco.

## Storia del gruppo
La band è stata fondata nel 2002 da Oliver Pade, Elisabeth Pawelke, Fiona Rüggeberg e Birgit Muggenthaler. Due anni dopo, Rüdiger Maul vi entrò come percussionista, e allo stesso tempo Birgit lasciò la band, per proseguire la sua carriera musicale con il gruppo folk-rock band Schandmaul. Nel 2002, hanno prodotto il loro primo album, Zaubersprüche. Niel Mitra partecipò alla stesura dell'album come ospite, ed in seguito divenne membro fisso del gruppo, l'unico a suonare unicamente strumenti elettronici. Elisabeth Pawelke lasciò i Faun nel 2008 per concentrarsi sui suoi studi di musica classica a Basilea, in Svizzera. È stata sostituita da Sandra Elflein.

### Origine del nome
Il nome Faun deriva da quello dei fauni, personaggi della mitologia greca e romana. Secondo i membri del gruppo questa figura, rappresentata come uno spirito del bosco, dovrebbe esprimere la loro connessione con la natura. Per la stessa ragione lo pseudonimo di Oliver Pade è preso dal satiro, altra figura strettamente correlata al fauno.

## Stile
L'originalità della loro musica risiede nel fatto che utilizzano strumenti "vecchi" e che le parole sono sempre al centro dell'attenzione. I testi sono scritti in diverse lingue, ad esempio tedesco, latino, islandese antico, ungherese, ladino e finlandese. Fra gli strumenti usati si annoverano l'arpa celtica, la nyckelharpa svedese, la ghironda, la cornamusa, il flauto ed altri ancora.

## Ambientalismo
Il gruppo considera un proprio compito, ma anche il compito del Pagan Folk in generale, quello di sensibilizzare sulla vitalità della natura. Faun sostiene l'organizzazione per la protezione della vita marina Sea Shepherd e insieme ad essa ha lanciato una collezione di t-shirt. Il profitto derivante dalla vendita di queste magliette è andato interamente a Sea Shepherd. Ci sono alcuni vegetariani nella band e la cantante Laura Fella è convintamente vegana. Inoltre Fella incita a favorire la slow fashion, e a pensare anche ai mari quando si tratta di moda.

## Formazione
- Oliver "SaTyr" Pade – voce, bouzouki, nyckelharpa, arpa celtica, scacciapensieri
- Laura Fella – voce, percussioni
- Rüdiger Maul – riqq, davul, darabouka, timbales ed altri strumenti a percussione
- Niel Mitra – sequencer, campionatore, ADSR, FL Studio, Logic Pro ed altro
- Stephan Groth – ghironda, voce, cetera, flutes
- Adaya – voce, cornamusa, flauto dolce, pandora, arpa celtica, bouzouki

Membri passati
- Elisabeth Pawelke – voce, ghironda
- Katja Moslehner – voce
- Birgit Muggenthaler – fischietti, cornamusa, ciaramella, voce
- Sandra Elflein – voce, violino, ghironda, chitarra, pianoforte
- Sonja Drakulich – voce, dulcimer, percussioni
- Fiona Rüggeberg – voce, flauto dolce, tin whistle, cornamusa, seljefloyte

## Discografia
Album in studio
- 2002 - Zaubersprüche
- 2003 - Licht
- 2005 - Renaissance
- 2007 - Totem
- 2009 - Buch der Balladen
- 2011 - Eden
- 2013 - Von den Elben
- 2014 - Luna
- 2016 - Midgard
- 2019 - Märchen und Mythen
- 2022 - Pagan

Album dal vivo
- 2008 - FAUN & The Pagan Folk Festival - Live (assieme a Sieben & In Gowan Ring)
- 2015 - Luna + Live & Acoustic in Berlin
- 2017 - Midgard (Tour Edition)

Raccolte
- 2018 - XV – Best Of

Video
- 2004 - Lichtbilder
- 2007 - Ornament